# Ngũ Chỉ Sơn (núi Trung Quốc)
Núi Ngũ Chỉ (tiếng Trung: 五指山; Hán-Việt: Ngũ Chỉ sơn) là núi cao nhất ở đảo Hải Nam, Cộng hòa Nhân dân Trung Hoa, với độ cao 1.867 m trên mực nước biển. Các khu vực xung quanh của núi Chỉ Sơn là khu vực sinh sống của chủ yếu của người Lê.
Nhiều truyện thần thoại về tên gọi Ngũ Chỉ sơn (núi năm ngón tay) và sự hình thành của nó. Một huyền thoại cho rằng 5 ngọn núi là 5 ngón tay hóa thạch của một tù trưởng người Lê. Một câu chuyện khác lại cho rằng 5 ngọn núi là 5 vị thần đầy quyền lực của người Lê. Nhiều bài sử thi đã viết về Ngũ Chỉ Sơn. Huyện cấp thị Ngũ Chỉ Sơn - nơi ngọn núi tọa lạc - được đặt tên theo tên năm ngọn núi này.